# Hovanuncia pupilla
Hovanuncia pupilla is een hooiwagen uit de familie Triaenonychidae.